# Zvjezdani oblak
Zvjezdani oblak je skupina zvijezda koja se prividno nalazi na istom mjestu na nebu. U stvarnosti se ne nalaze na jednom mjestu, nego su samo na istom pravcu gledanja.